# Andreï Jyhalka
Andreï Jyhalka (en biélorusse : Андрэй Аляксандравіч Жыгалка ; transcription anglaise (FIDE) : Andrey Zhigalko) est un joueur d'échecs biélorusse né le 18 mars 1985 à Minsk.
Au 1er mars 2021, il est le 6e joueur biélorusse avec un classement Elo de 2 517 points.

## Biographie et carrière
Andreï Jyhalka est le frère aîné de Siarheï Jyhalka (né en 1989).
Grand maître international depuis 2006, Andreï Jyhalka a remporté le championnat de Biélorussie d'échecs en 2011 avec 9,5 points sur 12, grâce à un meilleur départage que Siarheï Jyhalka.
Andreï Jyhalka a joué pour la Biélorussie lors de sept olympiades d'échecs de 2004 à 2016, jouant au deuxième échiquier de 2010 à 2016,.
Il remporta deux médailles de bronze lors de la Coupe d'Europe des clubs d'échecs en 2004 (au deuxième échiquier) et en 2012 (au premier échiquier) avec l'équipe de Minsk.
En 2015, il marqua 7 points sur 11 au championnat d'Europe d'échecs individuel et partagea la 27e-44e place avec, entre autres, Ian Nepomniachtchi, Étienne Bacrot, Daniil Doubov, Niels Grandelius, Ildar Khaïroulline, Constantin Lipulescu, Martyn Kravtsiv, Ivan Ivanisevic, Youriï Kryvoroutchko et Rauf Mamedov.